# Dr. Ramune -Mysterious Disease Specialist-
Dr. Ramune -Mysterious Disease Specialist- (怪病医ラムネ, Kaibyōi Ramune) est une série de manga japonais écrit et illustrée par Aho Toro. La série est prépubliée du 26 septembre 2017 au 26 juillet 2018 dans le magazine de Kōdansha le Monthly Shōnen Sirius puis a été transférée dans l'application mobile de manga de la Kōdansha le Magazine Pocket où elle a été publiée du 31 août 2018 au 22 février 2021.
Une adaptation en une série d'animation réalisée par le studio Platinum Vision a été diffusée du 10 janvier 2021 au 28 mars 2021.

## Personnages
Ramune (ラムネ)
Voix japonaise : Yūma Uchida (en)
Kuro (クロ)
Voix japonaise : Takuma Nagatsuka
Ayame (彩芽)
Voix japonaise : Kana Ueda
Nico (丹己)
Voix japonaise : Nobuhiko Okamoto
Momiji (紅葉)
Voix japonaise : Junichi Suwabe

## Manga
Le manga est écrit et illustré par Aho Toro. Il a été prépublié du 26 septembre 2017 au 26 juillet 2018 dans le magazine de Kōdansha le Monthly Shōnen Sirius puis a été publié dans l'application mobile de manga de la Kōdansha le Magazine Pocket du 31 août 2018 au 22 février 2021,. 
Les chapitres sont rassemblés et édités dans 5 volumes tankōbon par Kōdansha,. Le premier volume a été publié le 9 avril 2018 tandis que le dernier volume a été publié le 9 mars 2021,.

### Liste des volumes
| no | Japonais         | Japonais          |
| no | Date de sortie   | ISBN              |
| -- | ---------------- | ----------------- |
| 1  | 9 avril 2018     | 978-4-06-511047-8 |
| 2  | 7 septembre 2018 | 978-4-06-512660-8 |
| 3  | 8 août 2019      | 978-4-06-516860-8 |
| 4  | 9 décembre 2020  | 978-4-06-521576-0 |
| 5  | 9 mars 2021      | 978-4-06-522611-7 |

## Anime
En septembre 2020, il a été annoncé que le manga recevrait une adaptation en une série télévisée d'animation. La série est animée par le studio Platinum Vision et réalisée par Hideaki Ōba, avec Ayumu Hisao en tant que scénariste. Youko Satou s'occupant du design des personnages et Tetsurō Oda composant la musique de la série. 
La série a été diffusée du 10 janvier 2021 au 28 mars 2021 sur Tokyo MX et BS11. Crunchyroll diffuse la série excepté en Asie. Muse Communication diffuse la série en Asie du Sud-Est et en Asie du Sud et sur sa chaîne YouTube Muse Asia. 
Le générique d'ouverture est SHAKE！ SHAKE！ SHAKE！ interprété par Yūma Uchida (en), tandis que le générique de fin est Arcacia (アルカシア, Arukashia) interprété par saji. 

### Liste des épisodes
| No | Titre français                              | Titre japonais           | Titre japonais                  | Date de 1re diffusion |
| No | Titre français                              | Kanji                    | Rōmaji                          | Date de 1re diffusion |
| -- | ------------------------------------------- | ------------------------ | ------------------------------- | --------------------- |
| 1  | Des larmes de condiments                    | 調味料の涙               | Chōmiryō no namida              | 10 janvier 2021       |
| 2  | Le pénis en chikuwa                         | 竹輪の陰茎               | Chikuwa no inkei                | 17 janvier 2021       |
| 3  | Akatsuki, la boutique d’objets mystérieux   | 怪具屋あかつき           | Kaigu-ya akatsuki               | 24 janvier 2021       |
| 4  | Des ongles en piments                       | 唐辛子の指先             | Tōgarashi no yubisaki           | 31 janvier 2021       |
| 5  | Des oreilles en gyoza, première partie      | 餃子の耳・前編           | Gyōza no mimi zenpen            | 7 février 2021        |
| 6  | Des oreilles en gyoza, deuxième partie      | 餃子の耳・後編           | Gyōza no mimi kōhen             | 14 février 2021       |
| 7  | Du pop-corn plein la tête, première partie  | 頭からポップコーン・前編 | Atama kara poppukōn zenpen      | 21 février 2021       |
| 8  | Du pop-corn plein la tête, deuxième partie  | 頭からポップコーン・後編 | Atama kara poppukōn kōhen       | 28 février 2021       |
| 9  | Le labyrinthe mystérieux                    | 怪廻迷宮                 | Kai kai meikyū                  | 7 mars 2021           |
| 10 | L'Étrange Histoire de Toru, première partie | トール深怪物語・前編     | Tōru Shin kai monogatari zenpen | 14 mars 2021          |
| 11 | L'Étrange Histoire de Toru, deuxième partie | トール深怪物語・後編     | Tōru Shin kai monogatari kōhen  | 21 mars 2021          |
| 12 | Ramune, docteur en maladies mystérieuses    | 怪病医ラムネ             | Kaibyōi Ramune                  | 28 mars 2021          |